# Концерт для фортепиано с оркестром (Скрябин)
Концерт для фортепиано с оркестром фа-диез минор соч. 20 — произведение Александра Николаевича Скрябина, написанное им в 1897 году. Первое исполнение концерта прошло 11 (24) октября 1897 года в Одессе на вечере симфонической музыки местного отделения Русского музыкального общества. Автор исполнил партию солирующего инструмента, В. И. Сафонов дирижировал оркестром.
Концерт вошёл в русскую музыкальную классику, оставшись наряду с концертами Чайковского и Рахманинова одним из высших достижений её в этом жанре.

## Состав оркестра
Деревянные духовые
Флейта пикколо
2 флейты
2 гобоя
2 кларнета (A)
2 фагота
Медные духовые
4 валторны (F)
2 трубы (A)
Ударные
Литавры
Фортепиано соло
Струнные
I и II скрипки
Альты
Виолончели
Контрабасы

## Краткая характеристика
В концерте получили дальнейшее развитие черты новаторства композитора в области мелодики, гармонии и в жанровой трактовке произведения. Здесь ярко проявилось то стремление автора к поэмности, которое характеризует многие прелюдии, этюды и другие фортепианные пьесы. Уже в самом начале первой части в кратком оркестровом вступлении первая валторна интонирует краткую напевную мелодию, являющуюся как бы тематическим стержнем всего произведения и проходящую через все три части концерта. Такой приём впервые применён именно в скрябинском концерте, где решена проблема органической спаянности симфонического цикла, тревожившая многих, обращавшихся к этой сложной форме.
Характерной последовательностью трёх звуков, образующих стержень, начинается и сольная партия фортепиано. Затем этот мотив появляется у скрипок, которые развивают лирическую тему, изложенную солирующим инструментом. Характер исполнения темы определяется пометкой композитора «импровизационно», отсутствовавшей в издании Беляева, однако внесённой автором в числе прочих пометок в партитуру, принадлежавшую ученику Скрябина, пианисту и дирижёру Игорю Сергеевичу Миклашевскому (1894—1942), под управлением которого исполнялись все симфонические произведения композитора.
Части концерта образуют единое целое, отличающееся богатством образов, стройностью их развития, сопоставления и драматургического обращения.
В первой части с лирически-взволнованной первой темой контрастирует просветлённая вторая и на этом контрасте строится разработка, которая приводит к торжеству лирико-драматических образов.
Вторая часть концерта представляет собой тему с вариациями. Изложение темы поручено струнной группе без контрабасов, звучность которой подчёркивает элегически-созерцательный характер мелодии, сочинённой, как полагают в двенадцатилетнем возрасте. Тема преображается затем в пяти вариациях. Она развивается то в потоке фигураций солирующего инструмента, то в стремительной смене регистров на фоне упорно повторяющейся в оркестре ритмической фигуры, то в тяжёлой поступи похоронного марша и, наконец, утверждается в «сияющей» звучности заключительной вариации и финала.
В концерте проявилось мастерское владение композитором как сонатно-симфонической формой, так и приёмами вариационного развития. В процессе работы над партитурой автору приходилось решать самые разнообразные проблемы инструментовки, причём наиболее сложной из них была проблема соотношения звучности оркестра и солирующего инструмента. Внимательный анализ партитуры концерта свидетельствует о том, что буквально каждый такт говорит о той продуманности оркестровки, которой отличаются и все последующие партитуры Александра Николаевича Скрябина

## Строение концерта
Концерт состоит из трёх частей общей протяжённостью около 28 минут:
1. Allegro
2. Andante
3. Allegro moderato